# Björklövsskorpa
Björklövsskorpa (Atopospora betulina) är en svampart som först beskrevs av Elias Fries, och fick sitt nu gällande namn av Franz Petrak 1925. Björklövsskorpa ingår i släktet Atopospora och familjen Venturiaceae.  Arten är reproducerande i Sverige. Inga underarter finns listade i Catalogue of Life.